# Opius vierecki
Opius vierecki är en stekelart som beskrevs av Charles Joseph Gahan 1915. Opius vierecki ingår i släktet Opius och familjen bracksteklar. Inga underarter finns listade i Catalogue of Life.